# The Amorous Adventures of Moll Flanders
The Amorous Adventures of Moll Flanders is een Britse filmkomedie uit 1965 onder regie van Terence Young. Het scenario is gebaseerd op de roman of The fortunes and misfortunes of the famous Moll Flanders of kortweg Moll Flanders (1722) van de Engelse auteur Daniel Defoe.

## Verhaal
In de 18e eeuw wordt het weesmeisje Moll Flanders dienstmeid bij een burgemeester met twee zoons. Ze wordt verleid door de ene zoon en ze trouwt met de andere. Wanneer hij overlijdt, gaat ze in Londen op zoek naar een andere rijke man.

## Rolverdeling
| Acteur            | Personage                  |
| ----------------- | -------------------------- |
| Kim Novak         | Moll Flanders              |
| Claire Ufland     | Jonge Moll                 |
| Richard Johnson   | Jemmy                      |
| Angela Lansbury   | Lady Blystone              |
| Leo McKern        | Squint                     |
| Vittorio De Sica  | Graaf                      |
| George Sanders    | Bankier                    |
| Lilli Palmer      | Dutchy                     |
| Peter Butterworth | Bisschop                   |
| Noel Howlett      | Grunt                      |
| Dandy Nichols     | Directeur van het weeshuis |
| Cecil Parker      | Burgemeester               |
| Barbara Couper    | Vrouw van de burgemeester  |
| Daniel Massey     | Oudere broer               |
| Derren Nesbitt    | Jongere broer              |